# Капустино (Калузька область)
Капустино (рос. Капустино) — присілок в Малоярославецькому районі Калузької області Російської Федерації.
Населення становить 19 осіб. Входить до складу муніципального утворення Село Кудиново.

## Історія
Від 2004 року входить до складу муніципального утворення Село Кудиново.

## Населення
| 2002 | 2010 |
| ---- | ---- |
| 5    | ↗19  |